# 7 Iris
A 7 Iris (a görög Ίρις szóból) egy nagy kisbolygóöv-beli aszteroida. Az S típusú kisbolygók között ötödik az átmérők mértani közepe szerint az Eunomia, a Juno, az Amphitrite és a Herculina után.
Fényes felszíne és a Naptól való kis távolsága miatt a negyedik legfényesebb objektum a kisbolygóövben a Vesta, a Ceresz és a Pallas után. Egy tipikus szembenállás során azonban fényesebb, mint a nagyobb, de sötétebb Pallas.

## Felfedezése és neve
Az angol J. R. Hind fedezte fel 1847. augusztus 13-án, hetedikként. Ez volt Hind első felfedezése.
Nevét a szivárvány görög istennője, Írisz után kapta, aki a Harpüiák testvére volt, és az istenek, főként Héra követe.